# تلمبه محمدآباد موسی اکبری
تلمبه محمدآباد موسی اکبری یک منطقهٔ مسکونی در ایران است که در دهستان دشتاب واقع شده‌است.